# 椬梧 (地名)
椬梧，是臺灣雲林縣口湖鄉的一個傳統地域名稱，位於該鄉東部略偏南。相較於今日行政區，其範圍大致包括過港村不含西端、梧北村、梧南村東北部不含東部邊界地帶中段。

## 歷史
臺灣日治初期，椬梧地區為一（舊制）街庄，稱為「椬梧庄」，隸屬於尖山堡。該庄北與蚵藔庄、謝厝藔庄為鄰，東與大溝庄、食水堀庄為鄰，南邊為水井庄，西邊為下湖口庄。
1901年（日治明治三十四年）11月，全臺廢縣廳改設二十廳，該庄隸屬於斗六廳。1903年（明治三十六年）6月，該庄編入「新港區」，隸屬於斗六廳。1909年（明治四十二年）10月，合併二十廳為十二廳，新港區改隸屬於嘉義廳。1920年（大正九年），全臺地方制度大改正，廢十二廳改設五州二廳，該庄改制為「椬梧」大字，隸屬於臺南州北港郡口湖庄（新制街庄）。
戰後口湖庄改制為口湖鄉，隸屬於臺南縣，大字亦改制為村。1950年10月，雲、嘉、南分治，口湖鄉改隸屬雲林縣。

## 聚落
本地區發展較早的聚落有下椬梧、頂椬梧（兩者已連成一片，現稱椬梧）、過港等，在日治期初期的官方地圖上已有記載。

## 交通
省道台17線又稱「西部濱海公路」，是臺中市清水區甲南至屏東縣枋寮鄉水底寮的幹道，經過本地區南部的椬梧聚落。由該道路向西北可繞過口湖鄉市區西側而前往四湖鄉西部、臺西鄉、東勢鄉西北端、麥寮鄉等地；向南南西可前往嘉義縣東石鄉、布袋鎮、臺南市北門區、將軍區等地。
省道台61線又稱「西部濱海快速公路」，目前通車路段北起新北市八里區臺北港，南至臺南市七股區九塊厝，以高架道路型式經過本地區西南端。本地區向北可經由省道台17線、口湖交流道進入台61線；向南可經由省道台17線、水井交流道進入台61線；由此等可快速前往台灣西部沿海各地。
鄉道雲143線是埔南至湖口的道路，經過本地區過港、椬梧兩個聚落。由該道路向北微西可前往謝厝寮、外埔，並止於外埔（埔南）聚落的鄉道雲138線轉角路口；向西南可前往下湖口，並止於該地區東部的鄉道雲147線轉角路口（水井寮聚落西郊，屬湖口村）。
鄉道雲146線是宜梧至大山的道路，其西側端點（起點）位於本地區南部宜梧聚落的省道台17線轉角路口。由此向東北可前往食水堀、尖山，並止於縣道164號路口（大山聚落東北郊）。
鄉道雲146-1線是順興至水井的道路，其北側端點（起點）位於本地區東部邊界地帶南側的鄉道雲146線路口（食水堀地區順興聚落西南郊）。由此向南南西經水井地區的後厝聚落後，可前往水井地區東部邊界地帶北側的鄉道雲148線路口（水井聚落東北郊）。
鄉道雲149線是宜梧至水井的道路，其北側端點（起點）位於椬梧聚落中部略偏東南的省道台17線路口。由此向東南東至水井地區的後厝聚落後，轉西南微南可前往水井地區中部略偏南的省道台17線南下車道路口（水井聚落南郊）。

## 學校
- 椬梧國中
- 文光國小（位於水井地區境內，緊臨本地區邊界）
- 文光國小過港分校

## 公務機構
- 椬梧派出所